# Békési Gyula (tanár, 1882–1914)
Békési Gyula, 1898-ig Zaroczky/Zsáreczky (Leszkóc, 1882. március 4. – Bratunac, 1914. november 8.) állami gimnáziumi tanár.

## Életútja
Középiskolai tanulmányait Miskolcon végezte, majd 1908 szeptemberében szerzett tanári oklevelet. 1905-06-ban tanulmányai felügyelő volt a Délvidéki Földmivelési Gazdasági Egyesület szegedi internátusában. 1907-től előbb mint helyettes, majd rendes tanár működött Szegeden, Nagybecskereken. 1909-től Jászberényben a Magyar Királyi Állami Főgimnáziumban (ma Lehel Vezér Gimnázium) dolgozott mint helyettesítő tanár. 1914-ben bevonult fegyvergyakorlatra. Az első világháborúban a 46. gyalogezred tartalékos hadnagyaként a szerb harctéren küzdött, tizennyolc ütközetben és két nagy csatában vett részt. A Drina menti harcokban vesztette életét, amikor Obodnik környékén intéztek az ellenség ellen rohamot. 1918-ban posztumusz elnyerte a Katonai Érdemkereszt 3. osztálya kitüntetést.
Cikke a jászberényi főgimnázium értesítőjében (1914. Iskolánk vízműberendezése, mint fizikai szemléltető taneszköz).

## Emlékezete
A jászberényi Magyar Királyi Állami Főgimnázium tanulói 200 koronás jutalomdíj alapítványt tettek egykori tanáruk nevére, mellyel a gimnázium egy jó magaviseletű, szorgalmas diákját jutalmazták. 1928-ban az iskolában emléktáblát állítottak Békési Gyula és az első világháborúban elesett diákok tiszteletére.